# アクト・オン!
『アクト・オン!』(ACT ON!)は、神矢みのるによる日本の漫画。『月刊少年ブラッド』（ソフトバンククリエイティブ）において2006年7月号から11月号まで連載し、同誌の休刊後にウェブコミック配信サイト『FlexComixブラッド』で2007年1月号から8月号まで連載された。高等学校のクラブ活動を通じて、ロボット競技で活躍する主人公たちを描いた作品である。

## 概要
漫画の題材としてメカニックやホビーを得意とする神矢が『プラレス3四郎』『FM戦士SUMOキッズ』『プラレスラーVAN』に続いて描いた第4弾ともいうべき作品である。架空のロボット競技を題材にしていた『プラレス3四郎』『プラレスラーVAN』などに対し、本作は現実のロボット競技「ROBO-ONE」など、実在するロボット技術がそのままを描かれている。これは神矢がROBO-ONE大会にゲストとして招かれ、同大会に魅せられたことがきっかけである。
主軸の学園漫画と並行し、ROBO-ONEや実在のロボットの情報を読者を伝える狙いもあり、作中で登場する二足歩行ロボット「アクティオン」には、第11回ROBO-ONE優勝機である「ヨコヅナグレート不知火二代目」のデザインが取り入れられている。また製作にはROBO-ONE委員会、近藤科学、ハイテックマルチプレックスジャパン、ベストテクノロジーといったロボット関連の団体・企業が協力しており、各企業の「KHR-1」「ROBONOVA-I」「バイオロイド」といった実在のロボットも作中に登場している。しかし物語進行の都合上、実在のロボットは主役を引き立てるための敵役や悪役として描かざるを得ず、その点は神矢が単行本最終巻において謝罪の1文を載せている。
また、前作『プラレスラーVAN』が兵器産業などの登場により物語の展開が肥大したことに対し、本作はあくまで学校のクラブ活動の物語に徹しており、より現実に近い物語であることも特徴である。
掲載メディアの都合などの理由によりクライマックス時点で打ち切りとなったが、作中に登場する架空のロボット競技大会「ニソコン」（全国二足歩行ロボット競技会）は、連載終了後に東京理科大学サイエンスフェア学生企画によるイベント「みらい研究室～科学へのトビラ～」で開催された二足歩行ロボット競技会「ニソコン」のモチーフにもなった。作中での「ニソコン」の会場が「みらい研究室」の存在する日本科学未来館に酷似していることと、主人公たちの通う学校の名称が「神楽坂学園」、東京理科大学の所在地が神楽坂であることが理由であり、作中の競技内容の一部が現実の競技内容にも取り入れられている。

## あらすじ
神楽坂学園高等学校・機械工学部（機工部）は、かつてはロボット開発の名門であった。しかし現在は過去の栄光を失って無名校に成り下がり、校内は不良のたまり場、機工部もはみ出し者の集団と化していた。しかし新1年生の樹 香苗の入部を機に、常に前向きな香苗、独力でロボット「アクティオン」を製作する目方 直起らに触発され、部員たちは次第に一丸となってゆく。
紆余曲折を経て、機工部は全国の名門校の集うロボット競技大会「ニソコン」に出場。1回戦、2回戦を突破し、準決勝へ進出する。しかし強豪校との戦いにより、アクティオンのダメージは甚大。しかも次の試合相手は前大会優勝校、機械工学の名門中の名門、白銀台学院。誰の目にも神楽坂の敗北は明らかだが、機工部は夢を捨てることなく試合に挑む。準決勝の試合開始をもって物語は終る。

## 登場人物
樹 香苗（いつき かな）
神楽坂校の新1年生。神楽坂が名門だった頃に機工部で活躍した兄に憧れ、その夢を引き継ぐべく機工部に入部する。常に夢を失わない性格で、その情熱は次第に周囲に影響を与えてゆく。
駆動 亜久斗（くどう あくと）
機工部部員。「ミスター体育会系」と仇名されるほどの運動能力の持ち主で、あまり細かいことを考えずに動物的な勘のみで行動する。暇潰しと称して居候同然に機工部に籍を置いていたが、香苗や直起の影響で次第にロボット競技の魅力にのめり込んでゆく。
目方 直起（めかた なおき）
機工部部員。部活に唯一真剣に取り組んでいた部員で、数年がかりで「アクティオン」を作り上げた。対人恐怖症の根暗少年だったが、香苗の影響で仲間意識へ目覚めてゆく。
倉科 冥士郎（くらしな めいしろう）
機工部部員。高い技術力を盗撮やアダルトサイト巡りなどの変態趣味で浪費している。実は機械工学の第一人者を父に持ち、中学時代は白銀台学院で全国制覇をほしいままにした天才児だったが、進路を強いる父に反発して神楽坂へ進学した。香苗と直起に感化され、真の夢に目覚めてゆく。
金子 満里奈（かねこ まりな）
機工部部員。部長の司のもとで情報収集などを担当する。冥士郎の趣味に頭を悩ませている。
塔ノ森 司（とうのもり つかさ）
機工部部長。不良生徒たちを一睨みで震え上らせるほどの姉御肌。中学時代は冥士郎を「希望の星」として憧れを抱いており、堕落してしまった冥士郎が過去の輝きを取り戻すことを密かに願っている。
氷室 麗華（ひむろ れいか）
神楽坂の生徒会長。赤字続きの学園の建て直しのため、わざと機工部を強豪校と勝負させ、機工部を潰して部費を削減することを目論んでいる。
此花 咲耶（しが さくや）
白銀台学園クラブ・ロボテックの副部長。実力者である一方、他校の暴力的な振る舞いを諌め、敵対の立場である神楽坂の亜久斗に握手を求めるなど、爽やかな性格。

## 書誌情報
- 神矢みのる 『アクト・オン!』 ソフトバンク クリエイティブ  〈Flex Comix〉、全2巻
  1. 2007年2月12日発売 ISBN 978-4-7973-4032-7
  2. 2007年9月12日発売 ISBN 978-4-7973-4435-6